# Radinghem
Radinghem (Nederlands: Radingem) is een gemeente in het Franse departement Pas-de-Calais (regio Hauts-de-France) en telt 221 inwoners (1999). De plaats maakt deel uit van het arrondissement Montreuil.

## Geografie
De oppervlakte van Radinghem bedraagt 4,9 km², de bevolkingsdichtheid is 45,1 inwoners per km².
De onderstaande kaart toont de ligging van Radinghem met de belangrijkste infrastructuur en aangrenzende gemeenten.

## Demografie
Onderstaande figuur toont het verloop van het inwonertal (bron: INSEE-tellingen).